# Mimohippopsicon murinum
Mimohippopsicon murinum là một loài bọ cánh cứng trong họ Cerambycidae.